# Одава
Одава — река в России, протекает по Беломорскому району Карелии.
Вытекает из Риговаракского озера на высоте 133,2 м над уровнем моря, принимает притоки из озёр Федос Ламбина, Кармана, Педро-Лампи и Хангозера. Устье реки находится в 88 км по правому берегу реки Охта. Длина реки составляет 15 км.

## Данные водного реестра
По данным государственного водного реестра России относится к Баренцево-Беломорскому бассейновому округу, водохозяйственный участок реки — Кемь от Кривопорожского гидроузла и до устья. Речной бассейн реки — бассейны рек Кольского полуострова и Карелии, впадает в Белое море.
Код объекта в государственном водном реестре — 02020001012102000004757.